# Bahnhof Mals

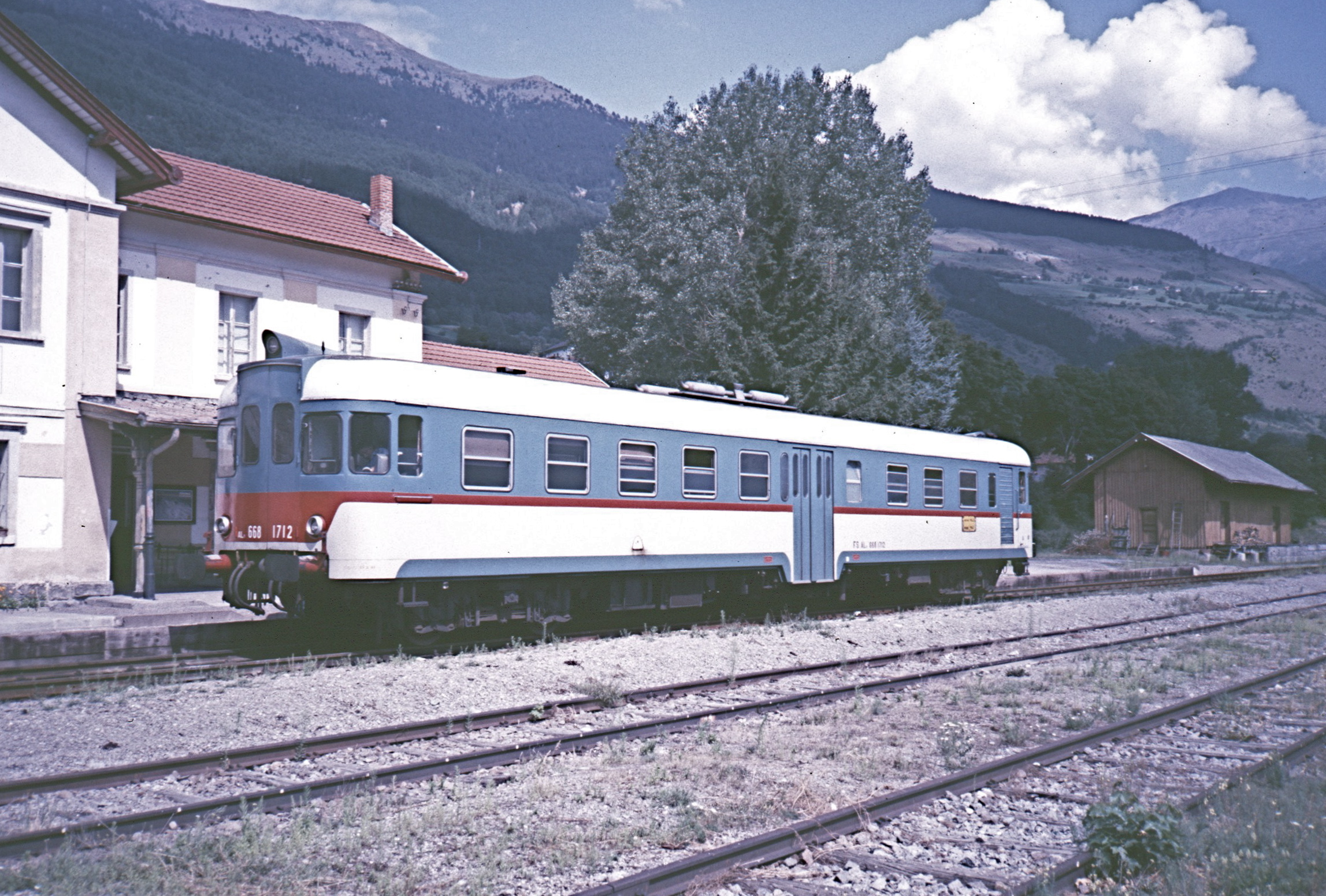
Bahnhof Mals mit Dieseltriebwagen der Baureihe ALn 668 der FS, 1986

Der Bahnhof Mals (italienisch Stazione di Malles Venosta) ist der Endbahnhof der Vinschgaubahn im Westen Südtirols.

## Lage
Der Bahnhof liegt auf 998 m Höhe am südlichen Ortsrand von Mals im oberen Vinschgau zwischen Reschenpass, Ofenpass und Stilfser Joch. Auch die Ortschaften Glurns im Süden, Laatsch im Westen und Tartsch im Osten sind schnell von hier erreichbar. Über die nahe am Bahnhof vorbeiführende SS 40 besteht eine Anbindung an den Individualverkehr.

## Geschichte
Der Bahnhof Mals wurde 1906 zusammen mit der neu erbauten Vinschgaubahn eröffnet. 1990 wurde er wie die gesamte Strecke stillgelegt. Nachdem 1999 die Vinschgaubahn in das Eigentum des Landes Südtirol übergegangen war, wurde das Aufnahmsgebäude per Beschluss der Südtiroler Landesregierung 2004 der Gemeinde Mals für 30 Jahre zur Nutzung überlassen. Seit der Generalsanierung und Reaktivierung der Vinschgaubahn im Jahr 2005 ist der Bahnhof, in dem nun ein Café und ein Fahrradverleih angesiedelt sind, wieder in Betrieb. Im Zuge der Elektrifizierung der Bahnstrecke begannen 2019 größere Umbauarbeiten am Bahnhof, die insbesondere Anpassungsarbeiten an den Bahnsteigen, der Remise und dem Abstellgleis Tartsch umfassen und 2020 zum Abschluss gebracht wurden.

## Baulichkeiten

### Betriebsgebäude
In Mals wurde der Bahnhof als ein von den anderen Gebäuden der Vinschgaubahn abweichendes Modell verwirklicht. Das von Konstantin Ritter von Chabert entworfene Aufnahmsgebäude weist sechs Fensterachsen auf und ist, abgesehen von einem südöstlichen Anbau, größtenteils zweigeschoßig. Das Satteldach des zweigeschoßigen Bauteils wird von einem Giebelquerteil mit Krüppelwalmen unterbrochen. Südwestlich vom Aufnahmsgebäude befinden sich eine Remise, ein Wasserturm und ein Verwaltungsgebäude, südöstlich eine hölzerne Lagerhalle auf einem Natursteinsockel.

### Gleisfünfeck

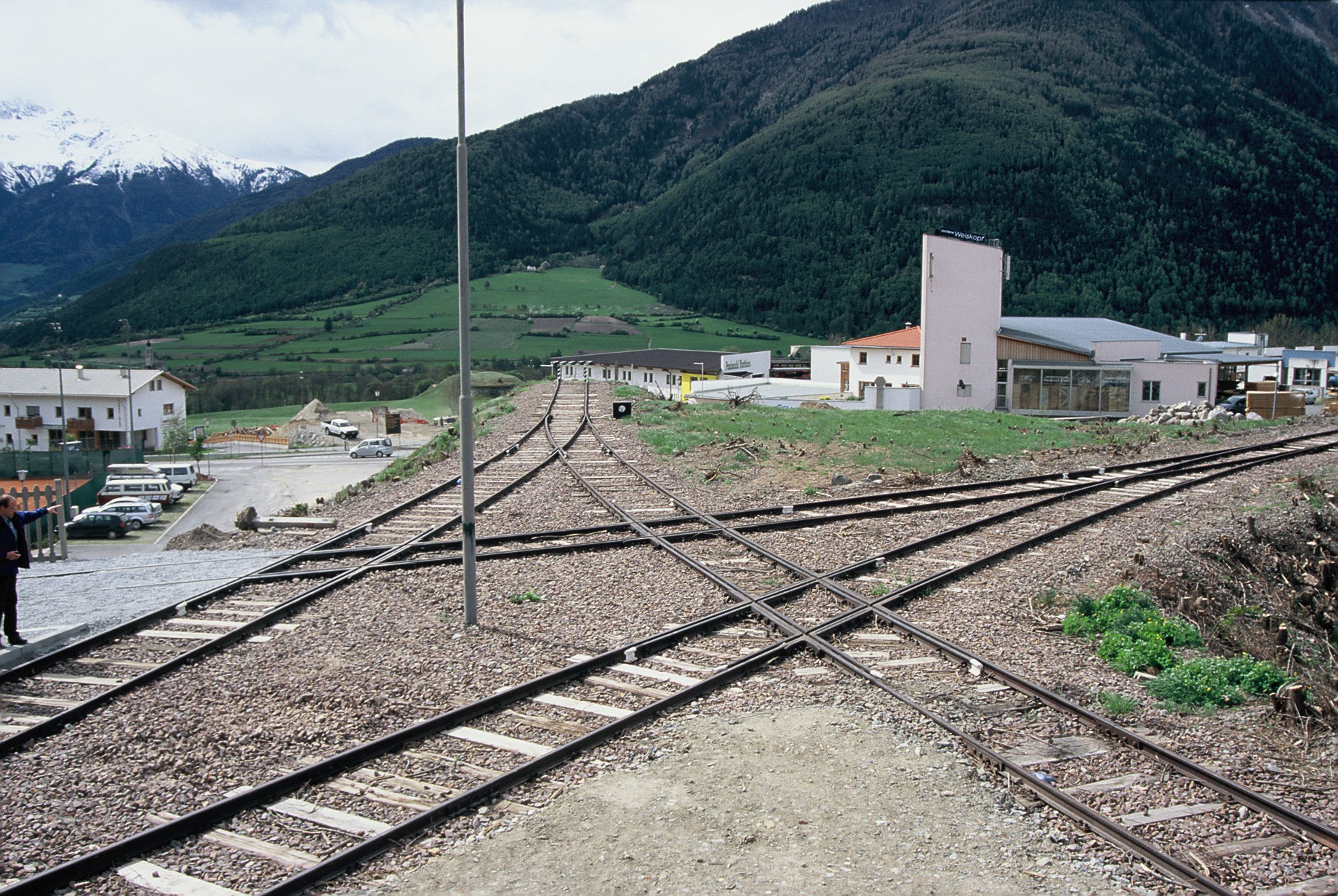
Das Gleisfünfeck in Mals am Tag der Wiedereröffnung der Vinschgaubahn am 5. Mai 2005

Nach der Übernahme des Betriebs der Vinschgaubahn vom italienischen Heer bauten die Ferrovie dello Stato im Jahr 1930 ein Gleisfünfeck bzw. einen Wendestern. Damit konnten in Mals Schlepptenderlokomotiven ohne eine Drehscheibe gewendet werden. Ein Wendemanöver erfordert viermaliges Umsetzen. Das Gleisfünfeck ist auch nach der Sanierung der Bahnlinie betriebsfähig erhalten.

## Funktion
Der Bahnhof Mals wird durch Regionalzüge der SAD bedient. Zudem wurde der Bahnhof als Umsteigeknoten zu Regionalbus-Linien gestaltet.